# Гармаш, Сергей Анатольевич
Сергей Анатольевич Гармаш (укр. Сергій Анатолійович Гармаш; род. 27 февраля 1971, Енакиево, Донецкая область) — украинский журналист и политик. Представитель Донецкой области в Трёхсторонней контактной группе (ТКГ) по урегулированию войны на Донбассе.

## Биография
Сергей Гармаш родился 27 февраля 1971 года в городе Енакиево, Донецкая область, Украинская ССР, СССР.
В 1997 году закончил Институт журналистики Киевского национального университета имени Тараса Шевченко.
Работал:
- корреспондентом Енакиевской независимой газеты «Панорама» (1991—1993);
- редактором Енакиевского городского радио (1993—1996);
- корреспондентом Радио «Свобода» в Донецкой области (1996—2004);
- корреспондентом Интерфакс-Украина в Донецкой области (2001—2003).

С 2002 года — главный редактор интернет-издания «ОстроВ».
В мае 2014 года переехал в Киев в связи с началом войны на Донбассе.
С 9 июня 2020 года представляет Донецкую область в Трёхсторонней контактной группе по мирному урегулированию ситуации на востоке Украины.

## Награды
- Премия имени Герда Буцериуса «Свободная пресса Восточной Европы» (2015)[3]
- Орден «За заслуги» III степени (5 июня 2015) — за весомый личный вклад в развитие отечественной журналистики, многолетний добросовестный труд и высокое профессиональное мастерство[4].

## Ссылка
- Сергей Гармаш // Лига. Досье